# Seznam jihokorejských torpédoborců

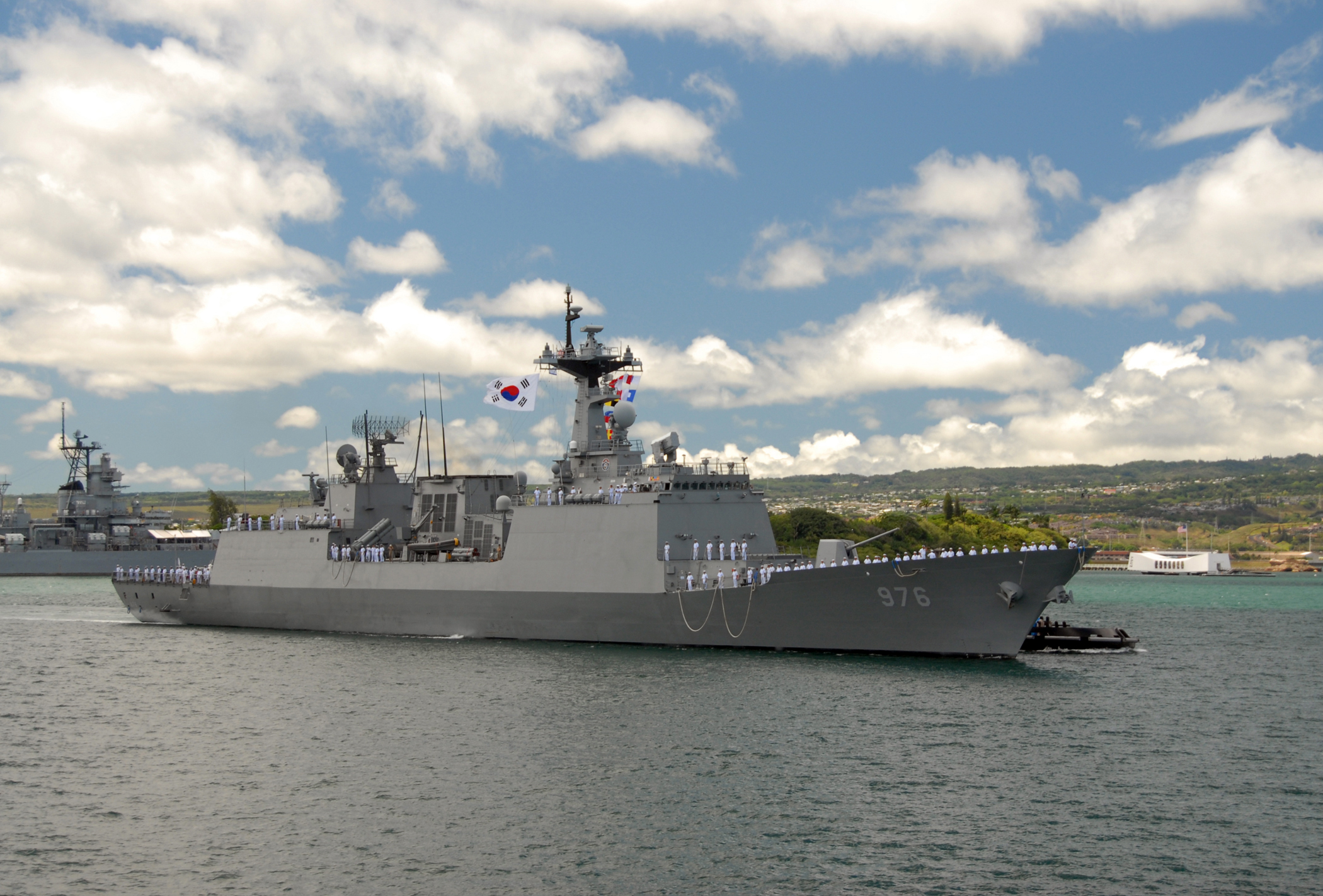
Munmu Veliký (DDH-976)

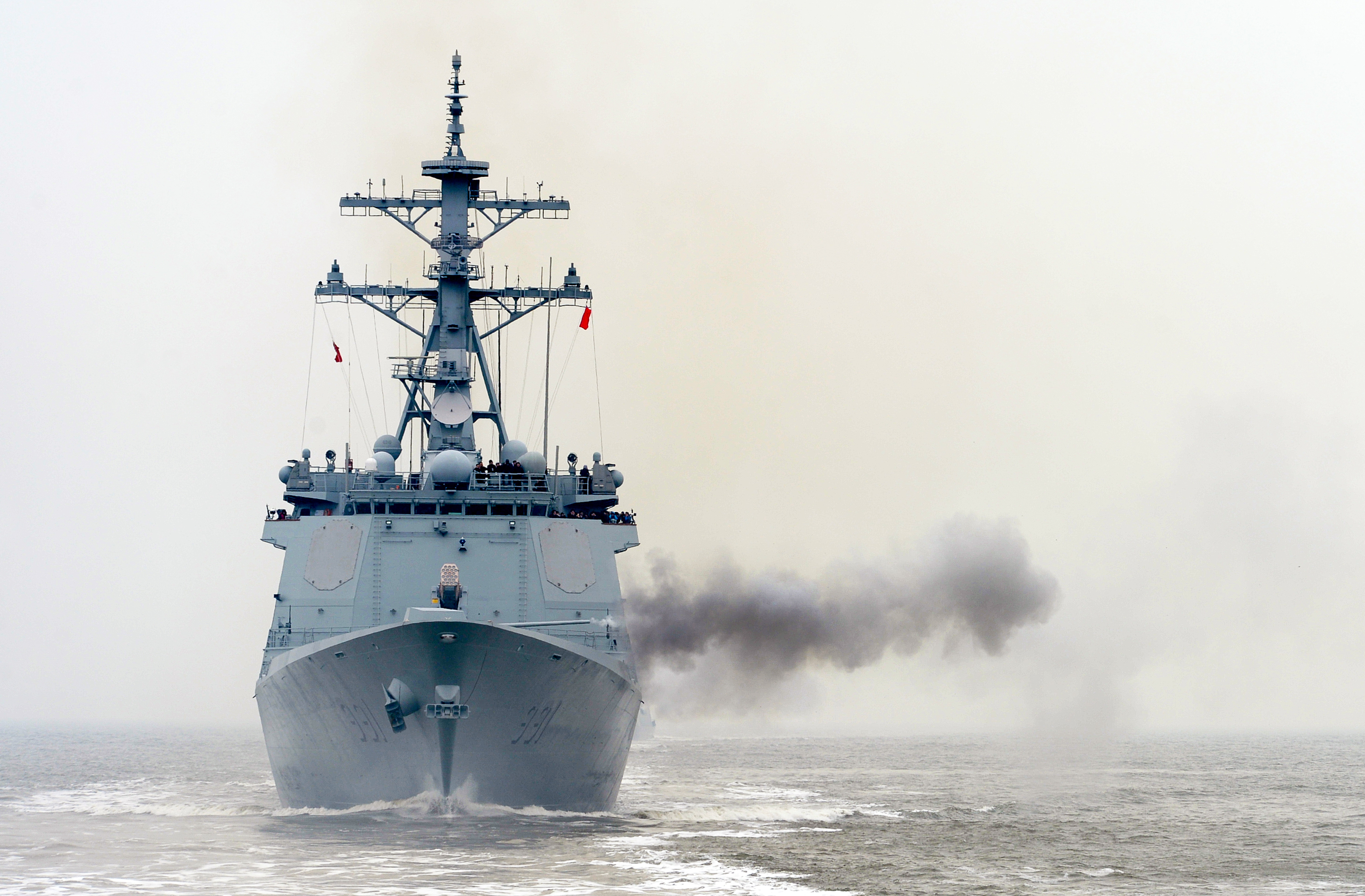
Sejong Veliký (DDG-991)

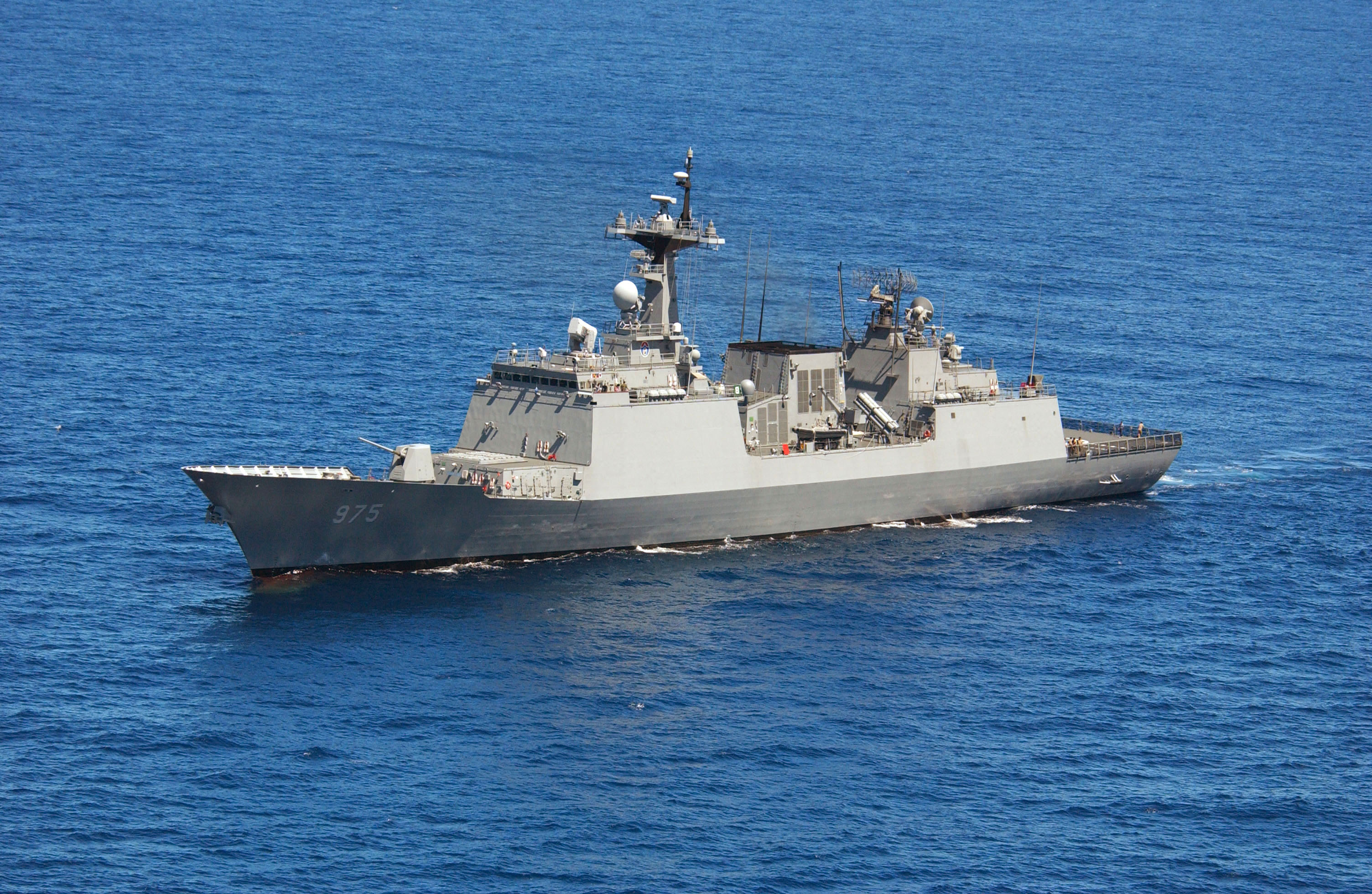
Chungmugong Yi Sun-shin (DDH-975)

Seznam jihokorejských torpédoborců obsahuje všechny torpédoborce, které sloužily nebo slouží u Námořnictva Korejské republiky.

## Seznam lodí

### TřídaČchungmu
- Čchungmu (DD-911)
- Soul (DD-912)
- Pusan (DD-913)

### TřídaTegu
- Tegu (DD-917)
- Inčchon (DD-918)

### TřídaČchungpuk
- Čchungpuk (DD-915)
- Čolpuk (DD-916)
- Tedžon (DD-919)
- Kwangdžu (DD-921)
- Kangwon (DD-922)
- Kjonggi (DD-923)
- Čondžu (DD-925)

### TřídaKwanggetcho Veliký
- Kwanggetcho Veliký (DDH-971)
- Uldži Mun-dok (DDH-972)
- Jang Man-čchun (DDH-973)

### TřídaČchungmukong I Sun-sin
- Čchungmukong I Sun-sin (DDH-975)
- Munmu Veliký (DDH-976)
- Te Čo-jong (DDH-977)
- Wang Kŏn (DDH-978)
- Kang Kam-čchan (DDH-979)
- Čchö Jong (DDH-981)

### TřídaTchedžo Veliký
- Tchedžo Veliký (DDG-991)
- Julgok I I (DDG-992)
- Seoae Ju Sǒngn-jǒng (DDG-993)

### TřídaČongdžo Veliký
- Čongdžo Veliký (DDG-995)
- Tasan Čong Jagjong (DDG-996)